# Xanthoparmelia stuartioides
Xanthoparmelia stuartioides är en lavart som beskrevs av Elix. Xanthoparmelia stuartioides ingår i släktet Xanthoparmelia och familjen Parmeliaceae.   Inga underarter finns listade i Catalogue of Life.